# XMEN病

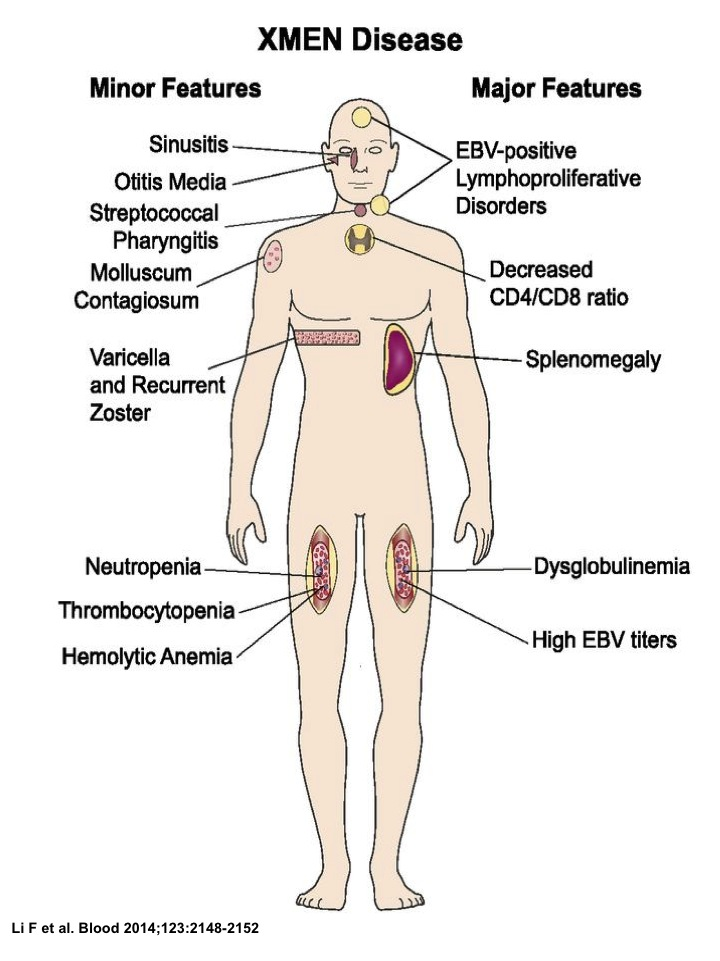
此繪圖呈現了XMEN病的部分臨床和實驗特徵。

XMEN病是一種罕見遺傳性免疫疾病。英文病名簡寫XMEN，其全名為「X染色體性聯免疫缺乏合併鎂缺乏(M)、EB病毒(E)、腫瘤(N)」。疾病特徵為CD4+淋巴球不足、嚴重慢性病毒感染、以及T淋巴球活化之缺陷。美國衛生研究院免疫感染研究所的Michael Lenardo團隊在2011年首度報告此疾病。
因為人類X性染色體上的基因MAGT1變異，導致該基因所表現的鎂離子傳遞蛋白功能缺陷，導致XMEN。鎂離子傳遞蛋白對體內鎂離子的平衡扮演重要角色。由於該基因位於X染色體上，因此該基因缺陷為性聯遺傳模式。不過，環境因子與其他基因會影響疾病嚴重度。
XMEN病人一般會具有慢性的EB病毒感染，CD4+淋巴球減少、B淋巴球量提高、以及中性球輕微不足的現象。臨床上會依照病人的症狀予以治療。鎂離子補充可能是個治療方向，但目前對於藉此方法治療XMEN或預防淋巴癌發生的效果尚未知。美國國家衛生研究院正在進行診斷與治療此遺傳疾病的方法。